# SITTIN' ON THE AIR
『SITTIN' ON THE AIR』（シッティン・オン・ジ・エアー）は、障子久美7作目のアルバム。1997年2月21日に日本コロムビアから発売。2009年1月26日にオンデマンドCDで再発売された。

## 収録曲
全曲　作詞・作曲：障子久美　編曲：レックス・サラス/障子久美（特記以外）
1. intro -sittin’ on the air-　（編曲：障子久美）
2. LOVE CIRCUIT
3. もう一度あなたと出逢いたい　（編曲：鳥山雄司/障子久美）
4. 悲しい秘密
5. ANYBODY HOME?
6. 天使が二人を飛び立ってゆく前に
7. CANDY　（編曲：岸利至/障子久美）
8. OUR JOURNEY　（編曲：岸利至/障子久美）
9. MY PRECIOUS DAY
10. TRULY
11. SHININ' WINTER DAY　（編曲：障子久美）
12. outro -I Miss U, I Need U, and I Love U-　（編曲：鳥山雄司/障子久美）